# Антило
Антило (итал. Antillo) је насеље у Италији у округу Месина, региону Сицилија.
Према процени из 2011. у насељу је живело 912 становника. Насеље се налази на надморској висини од 428 м.

## Становништво
Према резултатима пописа становништва 2011. у општини је живело 992 становника.
| 1931. | 1936. | 1951. | 1961. | 1971. | 1981. | 1991. | 2001. | 2011. |
| ----- | ----- | ----- | ----- | ----- | ----- | ----- | ----- | ----- |
| 1.779 | 1.904 | 2.045 | 1.825 | 1.633 | 1.346 | 1.279 | 1.128 | 992   |